# Fotomosaico

Un mosaico fotográfico del Caballo Azul I

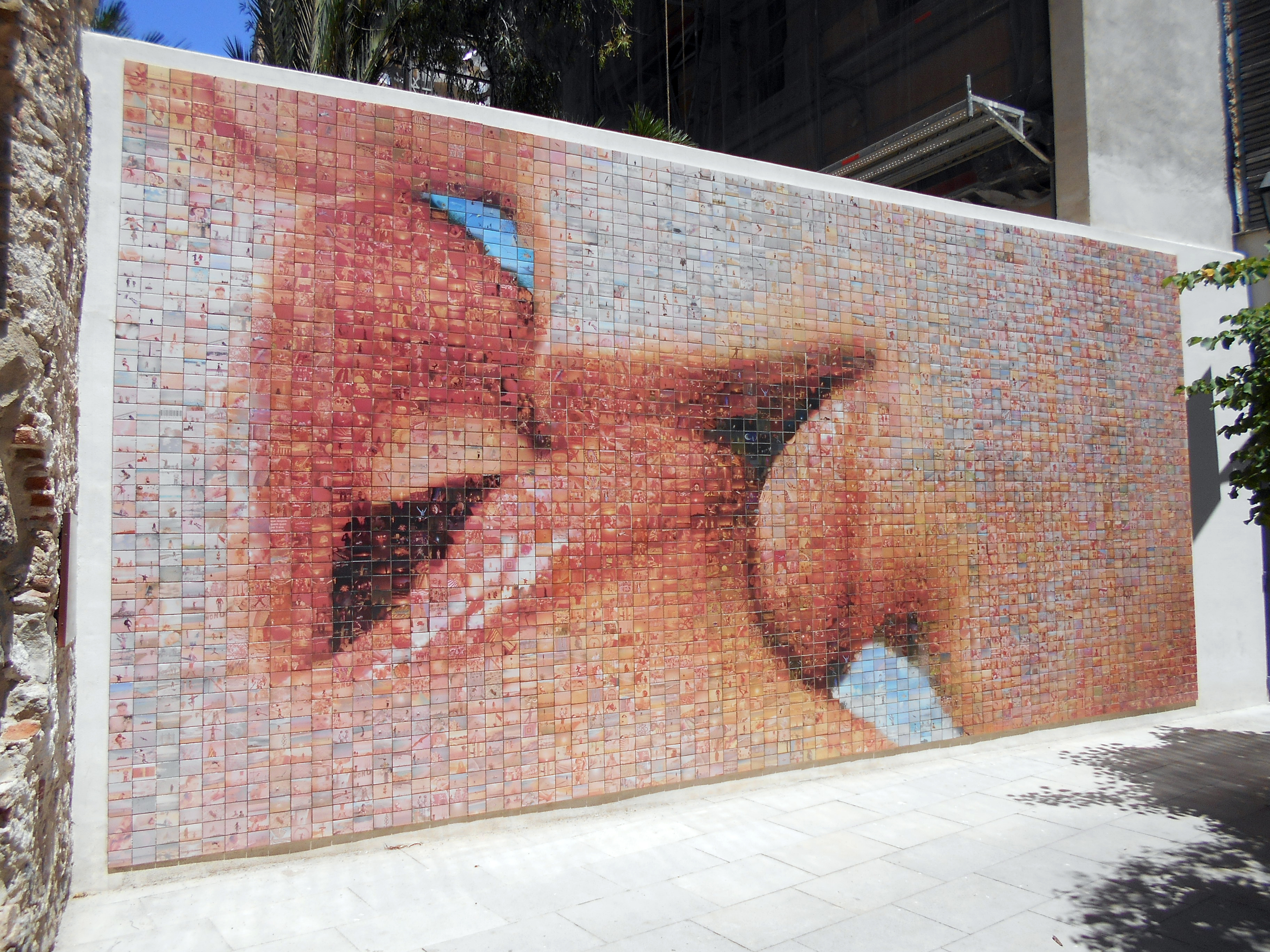
El mundo nace en cada beso, de Joan Fontcuberta.

En el campo de las imágenes y la fotografía, un fotomosaico es una imagen usualmente una fotografía que ha sido dividida en secciones rectangulares (usualmente del mismo tamaño), tal como es compuesto un mosaico tradicional, con la característica de que cada elemento del mosaico es reemplazado por otra fotografía con colores promedios apropiados al elemento de la imagen original. Cuando es vista en detalle, los píxeles individuales se ven como la imagen principal, sin embargo al verla como un todo, es posible apreciar que la imagen está compuesta por cientos de miles de imágenes.
Los fotomosaicos son un tipo de montaje típicamente realizados con programas computacionales.

## Historia
Relacionado con la Micrografía, arte manual del siglo IX, el cual utiliza letras y símbolos para crear imágenes más grandes. Leon Harmon de los Laboratorios Bell creó imágenes a partir de símbolos y letras en 1972, lo cual llevó a la popularidad del arte ASCII en los años 1970 y 
1980.
Robert Silvers: Demostrando un gran ingenio y brincando la brecha entre el arte y ciencia, Robert Silvers es el pionero de los fotomosaicos a nivel mundial, los cuales retratan ideas que abarcan en si historias familiares y forman parte de la cultura contemporánea; ha realizado diversas clases de retratos de personalidades conocidas, monedas del mundo o ejecuciones fascinantes de pinturas clásicas convertidas en obras maestras.
Silvers inventó su arte mientras todavía era un estudiante en el MIT (1995). Sus obras intrincadas brindan una perspectiva óptica única y han ganado en el mundo gran aceptación y aclamación, ha creado grandes obras que ya forman parte de famosas colecciones como lo son: Courtage de Axa, Coca Cola, CNN, Disney, Fortune Magazine, IBM, Lucasfilm Ltd.., MasterCard International, National Geographic, y Newsweek. Uno de sus últimos proyectos fue en el 2007 con la muestra retrospectiva en Washington , D.C. en la Biblioteca del Congreso. Así mismo ha realizado diversas exposiciones en diversos países del mundo.